# Fulvetta cinereiceps
Fulvetta cinereiceps é uma espécie de ave da família Paradoxornithidae.
Pode ser encontrada nos seguintes países: Butão, China, Índia, Laos, Myanmar, Taiwan e Vietname.
Os seus habitats naturais são: florestas temperadas.